# 中野美代子
中野 美代子（なかの みよこ、1933年3月4日 - ）は、日本の中国文学者、作家。北海道大学文学部、言語文化部教授を経て、北海道大学名誉教授。『西遊記』などの中国文学、中国文化をテーマにした論考・エッセイ、中国やアジア諸地域を舞台にした小説作品を多数発表。

## 経歴
北海道札幌市生まれ。北海道庁立札幌高等女学校（現北海道札幌北高等学校）、北海道札幌西高等学校を経て、1956年北海道大学文学部中国文学科卒業、同助手。
1961年に「世界ノンフィクション全集」監修者の吉川幸次郎に指名されて、耶律楚材「西遊録」を翻訳。また吉川には広く教えを受けた。65年オーストラリア国立大学高等学術研究所助手、67年退職、68年、香港、台湾で資料収集をへて帰国、71年北海道大学文学部助教授、81年教授、83年同言語文化部教授。1996年定年退官し、著述活動に専念する。
1979年には日本歴史家訪中団（秋山光和団長）に参加。他に1975年に旧ソ連領中央アジア、1980年代以降は中国楼蘭、福建省などを訪問、1990年にカンボジアのアンコール遺跡群訪問。回文を得意とする。

## 業績・作品
1962年に東京大学に長期出張し、藤堂明保の元で音韻学の研究に従事、この時にパスパ文字に関心を抱く。その後オーストラリア国立大学で文字研究を中心に活動し、多数のヨーロッパ東洋学の文献にあたり、英文で『パスパ文字と蒙古字韻における音韻学的研究』を執筆し、帰国後に一般向けに『砂漠に埋もれた文字』を執筆。1994年の文庫化にあたり、1981年に長崎県鷹島で発見された元軍の官印「管軍総把印」の解読に参加した経緯、及び1986年に田中英道『光は東方より 西洋美術に与えた中国・日本の影響』でスクロヴェーニ礼拝堂にジョット・ディ・ボンドーネの描いた壁画の文様にパスパ文字らしきものがあると報告されたことについて加筆した。
1965年『中国の八大小説』に「西遊記」「三蔵法師伝」寄稿。1970年代より西遊記について講義。1980年には、『孫悟空の誕生 - サルの民話学と「西遊記」』で1980年度芸術選奨新人賞を受賞。1983、86年に福建省に取材。中国文学者小野忍の急逝により中断した岩波文庫版『西遊記』の翻訳を引き継ぎ、1986年から十数年かけ完訳させた。作者について、小野忍はあえて通説に従い呉承恩作としていたが、中野訳の第4巻からは新しい研究の成果に従い作者の名を外した。次いで改訳版を2005年に刊行。また図像的な観点からの『西遊記』成立についての研究もある。
創作としては、1957年に中央公論新人賞に、アンドレ・マルロー『王道』を下敷きにした「敦煌」100枚を書いて応募したのが処女作で、最終予選通過作品10篇に選ばれた。1966年にニュージーランドを旅行し、ミルフォード・サウンド峡湾とタスマン氷河を舞台にした小説を書こうと思い立ち、1970-71年に『海燕』を執筆、1973年に最初の小説として刊行。1975年にサマルカンドとブハラを旅行。かつて翻訳した耶律楚材の出自である契丹の名を冠して、「敦煌」から1986年の作までを収めた『契丹伝奇集』、その後『ゼノンの時計』『眠る石』など、中国や西域、その他世界各地を舞台にした幻想的で融通無碍な小説を執筆している。多彩な文体はマニエリスムとも言われる（高山宏）。耶律楚材については後に戯曲「耶律楚材」を書いている（『鮫人』所収）。1970年代から「「塔里木秘教攷」というヘンな題で長大な小説を書いてやれ、と思ったことがあった」が、1998年にその第1回を連載したが中断し、2012年に書き下しで上梓している。1989年に楼蘭蘭学術文化訪問団参加した時に聞いた、砂漠で行方不明になった生化学者彭加木のことが、この作品に活かされている。
1970年代から1980年代にかけては、北海道大学教養部にて「三国志」の講義を担当した。
門下には武田雅哉（北海道大学名誉教授）、大谷通順（北海学園大学名誉教授）など。

## 著作一覧

### 評論・エッセイ
- 『砂漠に埋もれた文字 - パスパ文字の話』塙書房、1971年（ちくま学芸文庫、1994年）
- 『迷宮としての人間』潮出版社、1972年
- 『北方論 - 北緯四十度圏の思想』新時代社、1972年
- 『中国人の思考様式 - 小説の世界から』講談社（講談社現代新書）、1974年
- 『カニバリズム(人肉嗜食)論』潮出版社、1975年（福武文庫、1987年／ちくま学芸文庫、2017年）
- 『悪魔のいない文学 - 中国の小説と絵画』朝日選書、1977年
- 『辺境の風景 - 中国と日本の国境意識』北海道大学図書刊行会、1979年
- 『孫悟空の誕生 - サルの民話学と「西遊記」』玉川大学出版部、1980年（福武文庫（改訂版） 1987年／岩波現代文庫、2002年）
- 『中国の妖怪』岩波新書、1983年
- 『西遊記の秘密 - タオと煉丹術のシンボリズム』福武書店、1984年（福武文庫、1995年／岩波現代文庫、2003年）
- 『中国の青い鳥 - シノロジーの博物誌』南窓社、1985年（平凡社ライブラリー、1994年）
- 『三蔵法師 - 三千世界を跋渉す』集英社「中国の英傑6」、1986年（中公文庫、1999年）
- 『敦煌物語 - 仏教文化のオアシス』集英社「中国の都城3」、1987年（改題『敦煌ものがたり』 中公文庫、1996年）
- 『仙界とポルノグラフィー』青土社、1989年（河出文庫　1995年）
- 『中国ペガソス列伝 - 武則天から魯迅まで』日本文芸社、1991年（中公文庫、1997年）
- 『ひょうたん漫遊録 - 記憶の中の地誌』朝日選書、1991年
- 『龍の住むランドスケープ - 中国人の空間デザイン』福武書店、1991年
- 『孫悟空はサルかな？』日本文芸社、1992年
- 『スクリブル - 文学空間の流星体たち』筑摩書房、1995年
- 『奇景の図像学』角川春樹事務所、1996年
- 『チャイナ・ヴィジュアル - 中国エキゾティシズムの風景』河出書房新社、1999年
- 『天竺までは何マイル？』青土社、2000年
- 『西遊記－トリック・ワールド探訪』（岩波新書、2000年）
- 『肉麻図譜 - 中国春画論序説』作品社、2001年（『中国春画論序説』講談社学術文庫、2010年）
- 『あたまの漂流』岩波書店、2003年
- 『乾隆帝 - その政治の図像学』文春新書、2007年
- 『綺想迷画大全』飛鳥新社 2007年
- 『『西遊記』XYZ - このへんな小説の迷路をあるく』講談社選書メチエ、2009年
- 『なぜ孫悟空のあたまには輪っかがあるのか？』岩波ジュニア新書、2013年
- 『日本海ものがたり 世界地図からの旅』岩波書店、2015年

### 創作
- 『海燕』潮出版社、1973年
- 『南半球綺想曲〈キャプリス・ドュ・シュド〉』響文社 1986年
- 『耀変』響文社、1989年
- 『契丹伝奇集』日本文芸社 1989年／河出文庫 1995年、新版2021年
- 『鮫人』日本文芸社 1990年（戯曲集、 「鮫人」（『北方文芸』1970年8月号）、「耶律楚材」（『日本及日本人』1977年））
- 『ゼノンの時計』日本文芸社 1990年（「南半球綺想曲」「海燕」所収）
- 『眠る石　綺譚十五夜』日本文芸社 1993年／ハルキ文庫 1997年
- 『カスティリオーネの庭』文藝春秋 1997年／講談社文庫 2012年（『文學界』1996年6月-1997年5月）
- 『ザナドゥーへの道』青土社 2009年。（東方綺譚12篇、『ユリイカ』2008年4月-2009年3月）
- 『塔里木秘教考』飛鳥新社 2012年

### 翻訳
- 耶律楚材『西遊録』世界ノンフィクション全集19（筑摩書房、1961年）
- 陳学昭『延安訪問記』中国現代文学選集 第16巻 （平凡社 1963年）
- フランシス・ハクスリー『龍とドラゴン 幻獣の図像学』（平凡社・イメージの博物誌、1982年）
- 『西遊記』（岩波文庫 第4-10巻、1986年-1998年、改訳版・全10巻、2005年）
- 蒲松齢『聊斎志異』（国書刊行会・バベルの図書館、1988年）、抜粋訳

### 共編
- 『本多勝一を解説する』（晩声社 1992年）、編者代表
- 『中国の群雄九 国をゆるがす女たち』（安西篤子、筧久美子共著 講談社、1998年）、「女帝武則天」

### 共編訳
- 阿英『晩清小説史』（飯塚朗共訳、平凡社東洋文庫、1979年）。ワイド版2006年
- 『世紀末中国のかわら版　絵入新聞『点石斎画報』の世界』（武田雅哉共編訳、福武書店、1989年／中公文庫、1999年）
- 『中国怪談集』（武田雅哉共編訳、河出文庫、1992年、新装版2019年）
- R・H・ファン・フーリク『中国のテナガザル』（高橋宣勝共訳、博品社、1992年）
- マイケル・サリヴァン『中国山水画の誕生』（杉野目康子共訳、青土社、1995年、新装版2005年）
- エルネスト・J・アイテル『風水 - 欲望のランドスケープ』（中島健共訳、青土社、1999年／ちくま学芸文庫[9]、2021年）
- ウー・ホン『屏風のなかの壺中天 - 中国重屏図のたくらみ』（中島健共訳、青土社、2004年）
- クレイグ・クルナス『明代中国の庭園文化－みのりの場所・場所のみのり』（中島健共訳、青土社、2008年）
- ウー・ホン『北京をつくりなおす - 政治空間としての天安門広場』（大谷通順訳、国書刊行会、2015年）。監訳・解説
- レジーヌ・ティリエ『バーバリアン・レンズ - 中国における西洋廃墟の写真史』（鴇田潤共訳、国書刊行会、2016年）